# Descendance de Nicolas Ier de Monténégro

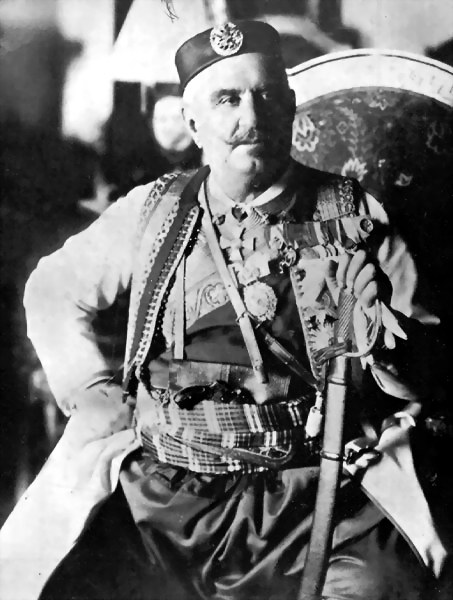
le roi Nicolas Ier de Monténégro
(1841-1921)

La descendance de Nicolas Ier désigne ici l'ensemble des nombreux descendants du roi de Monténégro Nicolas Ier (1841-1921), et de son épouse Milena Vukotić (1847-1923).
Leurs descendants, par de nombreux mariages et alliances, ont rejoint plusieurs cours royales européennes, au moins jusqu'à la Première Guerre mondiale, d'où le surnom de « beau-père de l'Europe » donné au roi Nicolas Ier de Monténégro : en effet, certains de ses descendants ont été par le passé monarques de Bulgarie (Siméon II de Bulgarie) ou ont fourni d'anciens monarques au Monténégro, en Yougoslavie et en Italie, et divers autres descendants dans des familles nobles européennes.

## Le «beau-père de l'Europe»
Par des mariages et des alliances politiques, certains descendants de Nicolas Ier de Monténégro ont rejoint plusieurs cours royales européennes des XIXe et XXe siècles, surtout jusqu'à la Première Guerre mondiale, d'où le surnom de « beau-père de l'Europe » donné au roi.
Nicolas Ier de Monténégro est l'ancêtre de :
- Danilo II de Monténégro (1871-1939),
- Alexandre Ier (1888-1934) et Pierre II de Yougoslavie (1923-1970),
- Humbert II d'Italie (1904-1983).

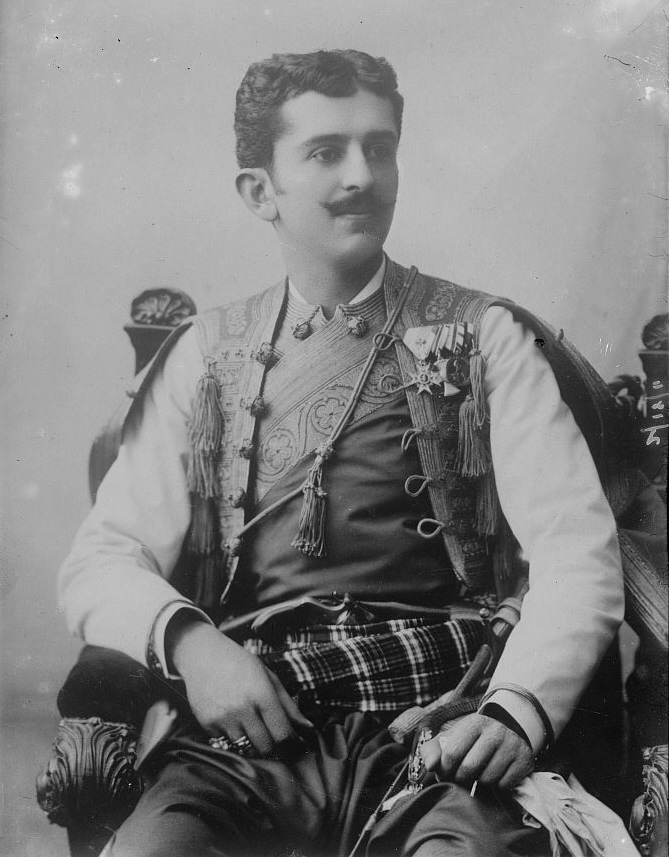
Danilo II de Monténégro
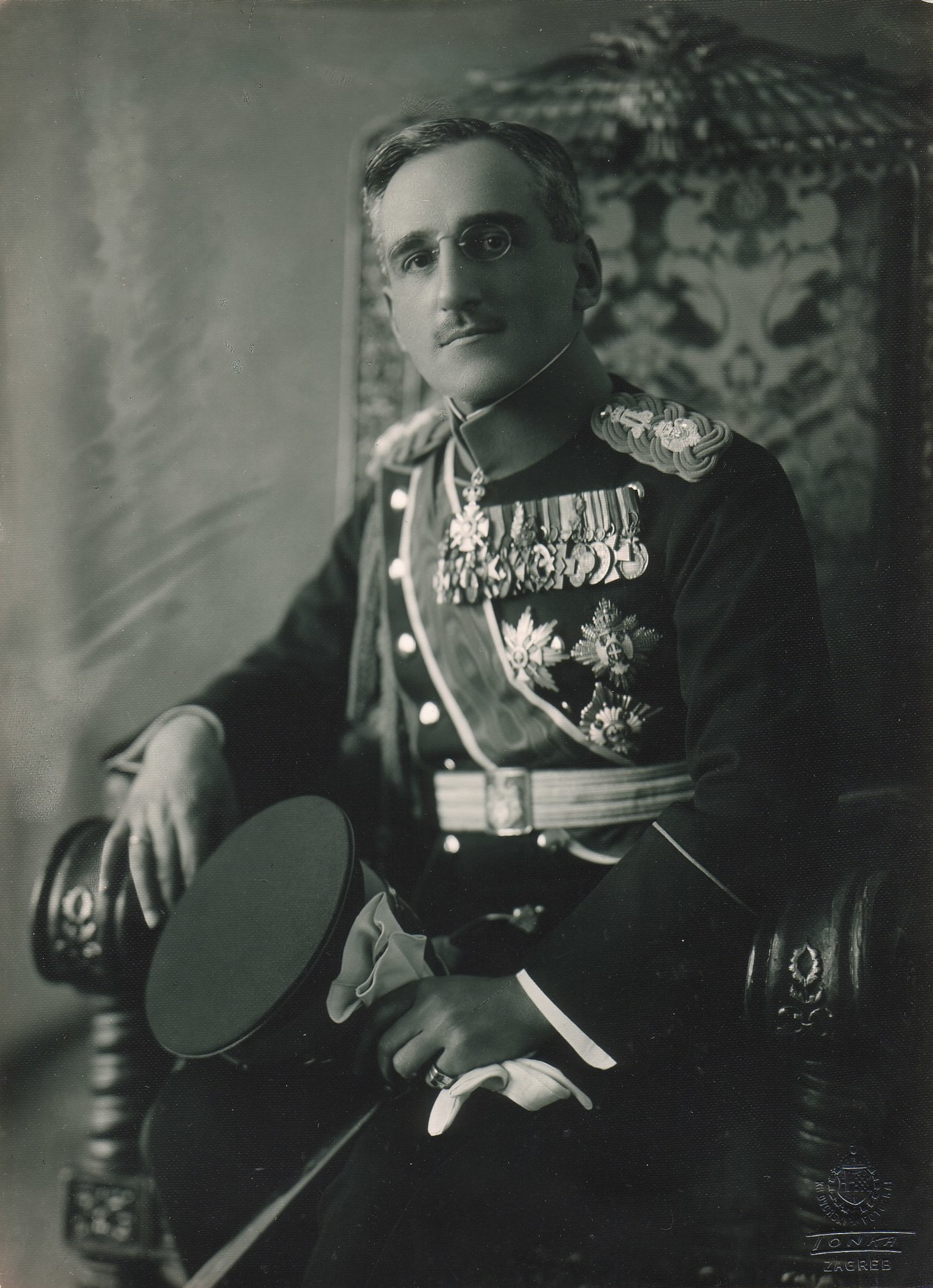
Alexandre Ier de Yougoslavie
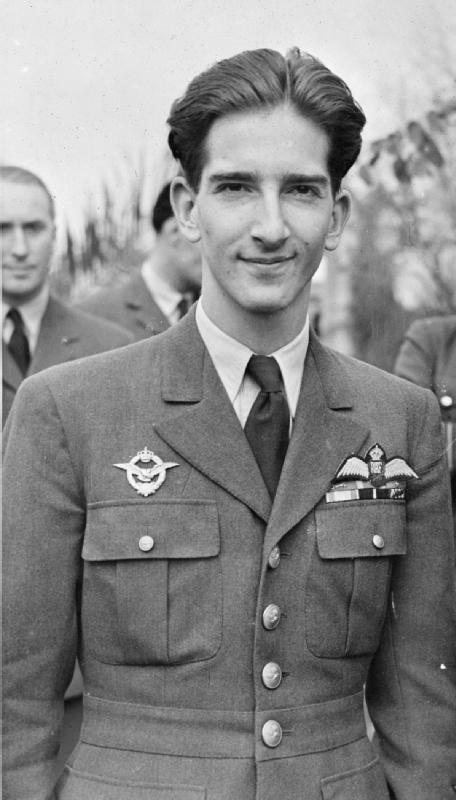
Pierre II de Yougoslavie
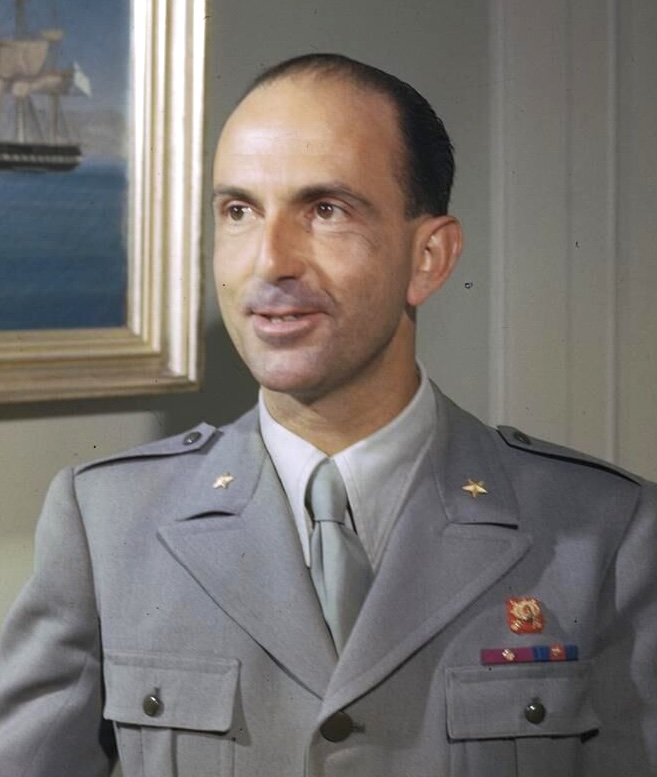
Humbert II d'Italie

Aujourd'hui, Nicolas Ier de Monténégro est ainsi l'ancêtre de :
- Siméon II de Bulgarie (1937), ancien roi de Bulgarie et actuel prétendant au trône de Bulgarie.

Il est également l'ancêtre de :
- Emmanuel-Philibert de Savoie (1972), actuel prétendant au trône d'Italie,
- Nicolas de Monténégro (1944), actuel prétendant au trône du Monténégro,
- Alexandre de Yougoslavie (1945), actuel prétendant au trône de Serbie,
- Heinrich Donatus de Hesse (1966), actuel prétendant aux trônes de Finlande[réf. nécessaire] et de Hesse,

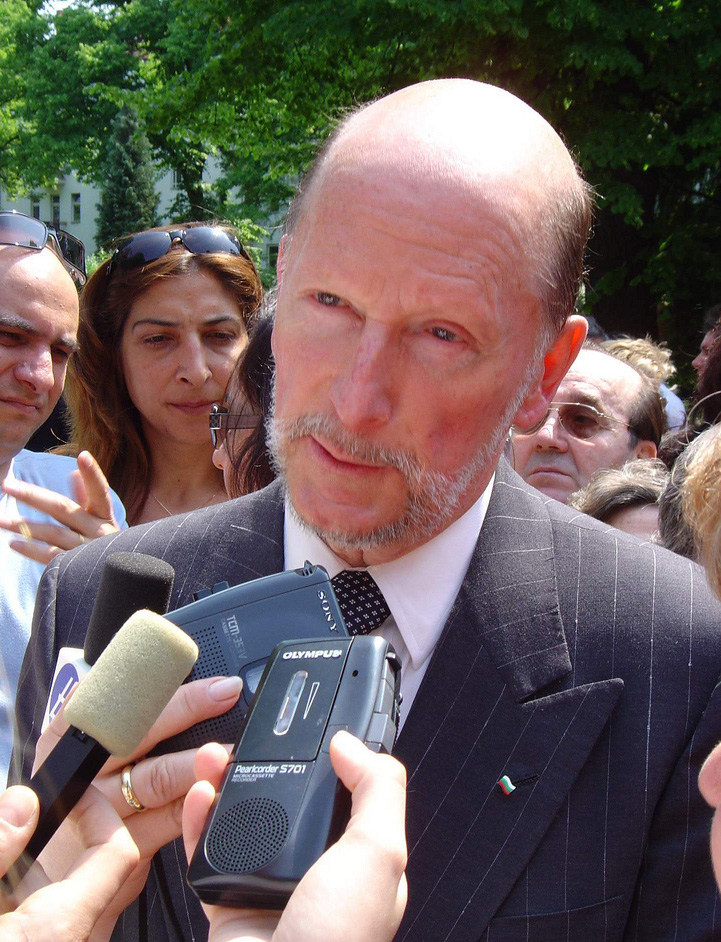
Siméon II de Bulgarie, arrière-petit-fils de Nicolas Ier de Monténégro
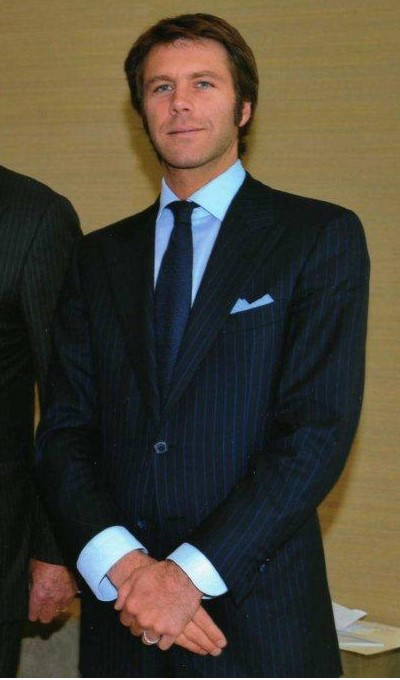
Emmanuel-Philibert de Savoie, arrière-arrière-petit-fils de Nicolas Ier de Monténégro
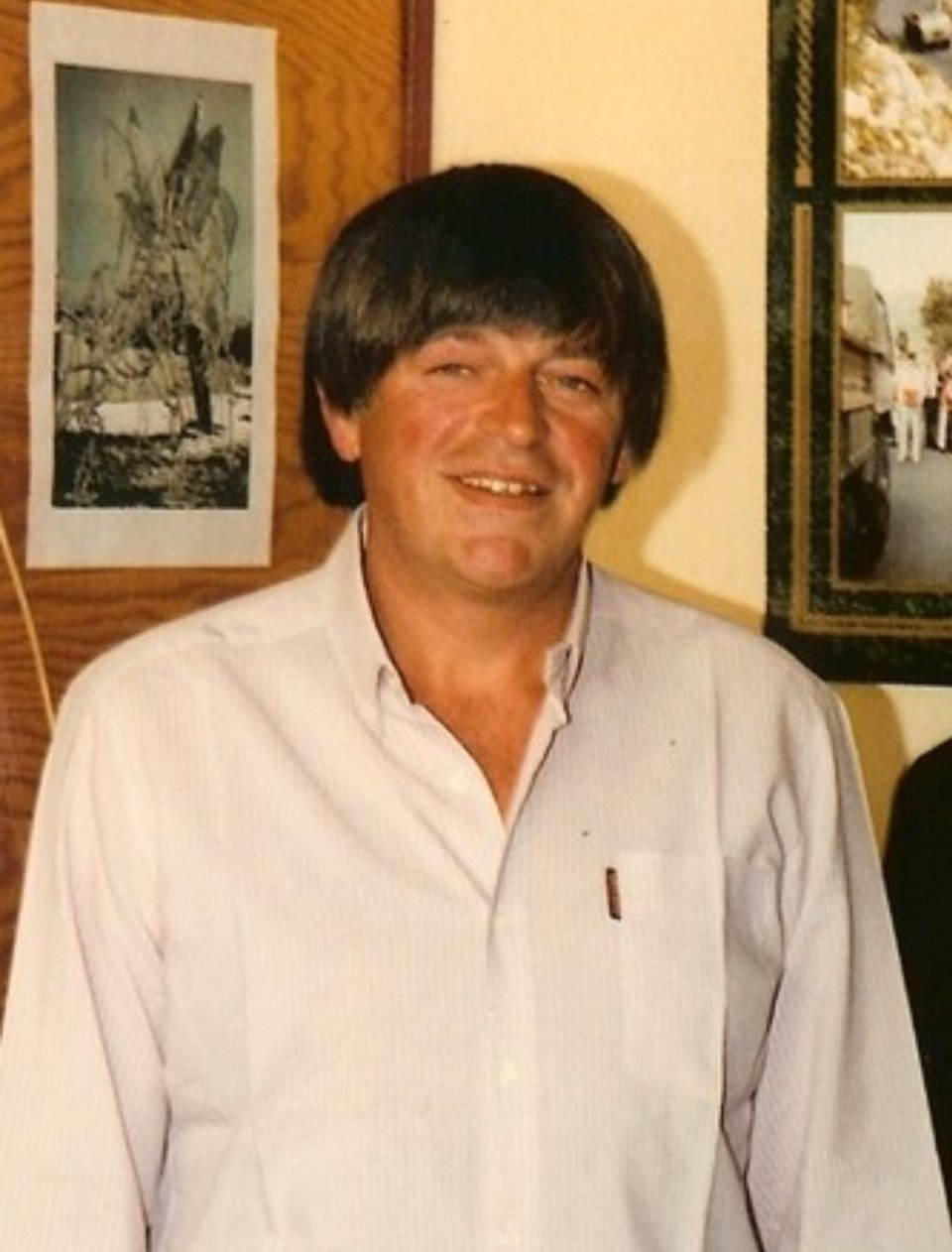
Nicolas de Monténégro, arrière-petit-fils de Nicolas Ier de Monténégro
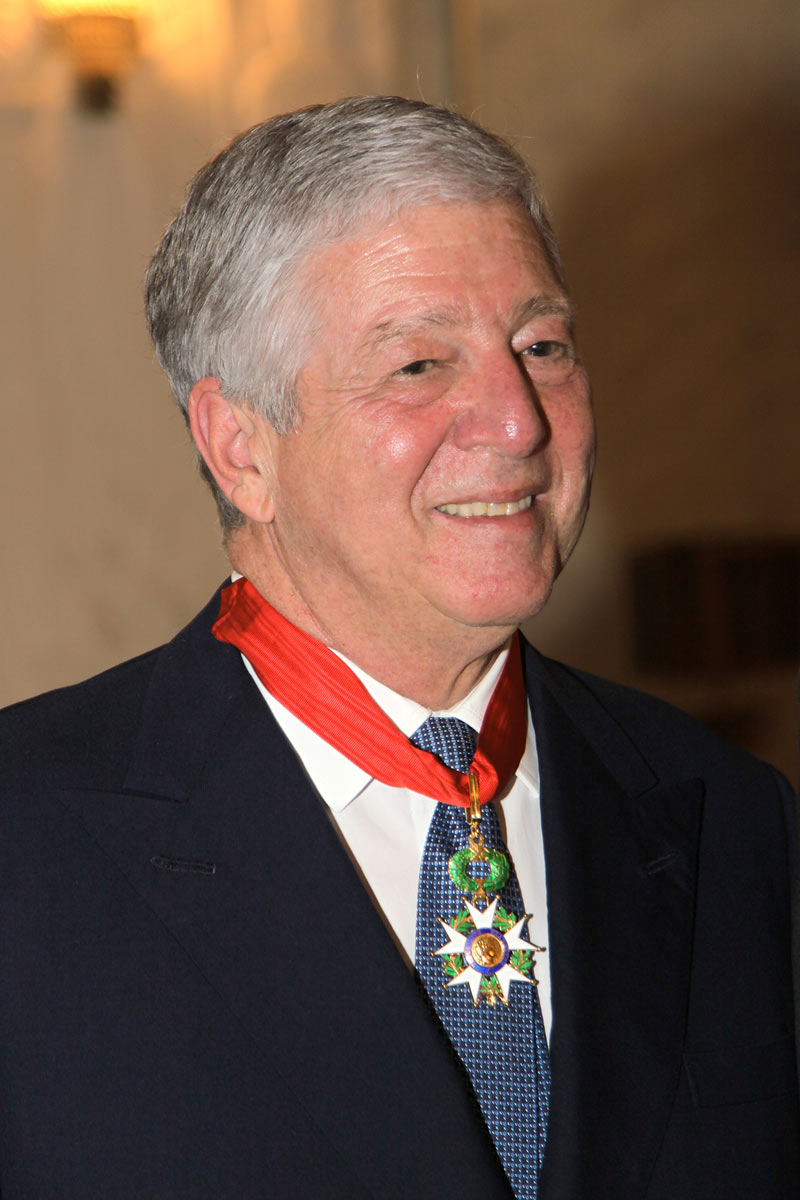
Alexandre de Yougoslavie, arrière-arrière-petit-fils de Nicolas Ier de Monténégro

Nicolas Ier de Monténégro a également eu divers autres descendants dans les familles royales ou princières de Leuchtenberg, de Russie, de Hesse-Cassel, de Savoie, de Leiningen (Linange), de Bourbon-Parme, etc.

## Milena Vukotić (1847-1923), épouse de NicolasIerde Monténégro

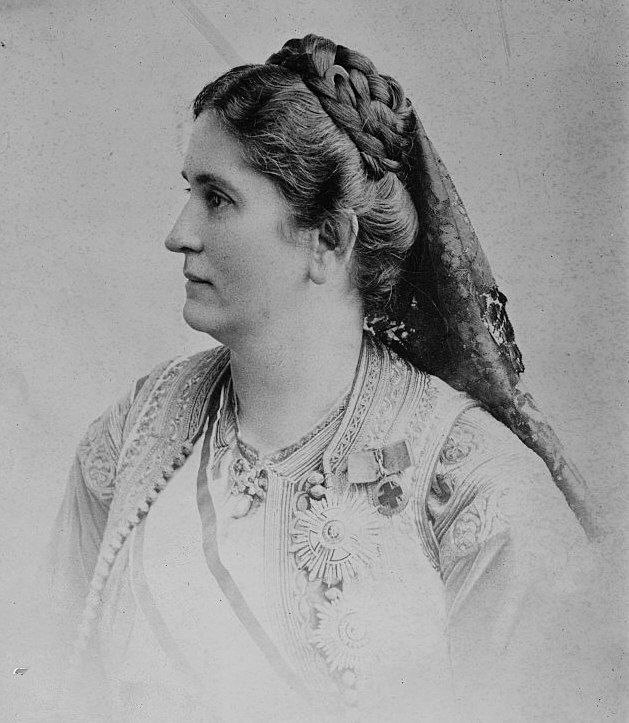
Milena Vukotić
(1847-1923),
épouse de Nicolas Ier de Monténégro

Celui qui n'est pas encore Nicolas Ier de Monténégro est fiancé à Milena Vukotić (1847-1923) dès 1853 : ils ont 12 et 6 ans. Milena Vukotić est la fille du voïvode Petar Vukotić (1826-1907) et de Jelena Vojvodić. L'assassinat du prince Danilo Ier de Monténégro le 12 août 1860 fait de Nicolas le nouveau prince régnant à l'âge de 19 ans. Il tombe malade de la pneumonie peu de temps après. Après sa guérison, on décide d'arranger son mariage le plus tôt possible afin de fournir un héritier au Monténégro. C'est ainsi que le 8 novembre 1860, Nicolas Ier de Monténégro, 19 ans, épouse Milena Vukotić, 13 ans. Mais ils n'auront le premier de leurs 12 enfants que quatre ans plus tard.

## Les enfants de NicolasIerde Monténégro et de Milena Vukotić
Trois fils et neuf filles sont nés du mariage de Nicolas Ier de Monténégro et de Milena Vukotić, de 1864 à 1889 :

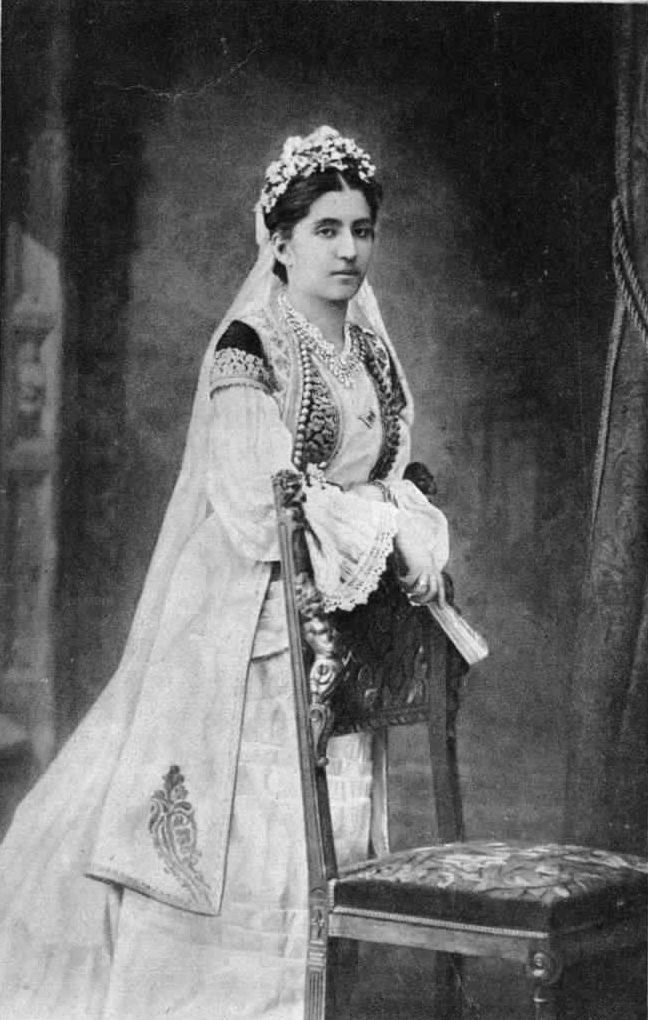
Zorka de Monténégro (1864-1890)
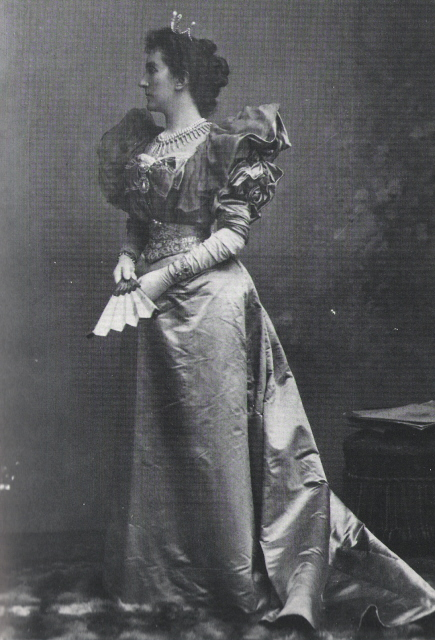
Militza de Monténégro (1866-1951)
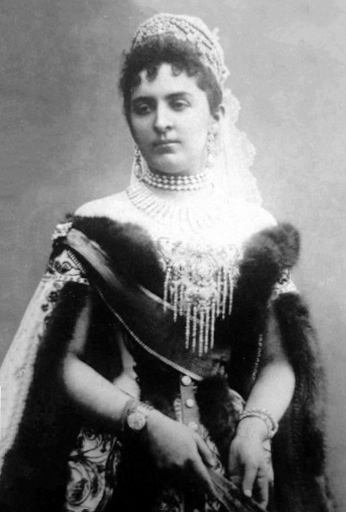
Anastasia de Monténégro (1868-1935)
- Maritza de Monténégro (1869-1885)
- Danilo II de Monténégro (1871-1939)
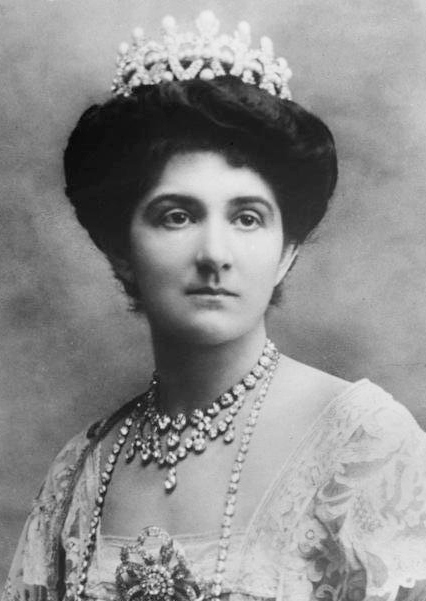
Hélène de Monténégro (1873-1952)

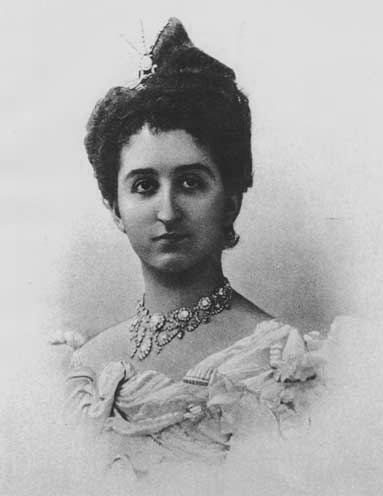
Anne de Monténégro (1874-1971)
- Sophie de Monténégro (1876-1876)
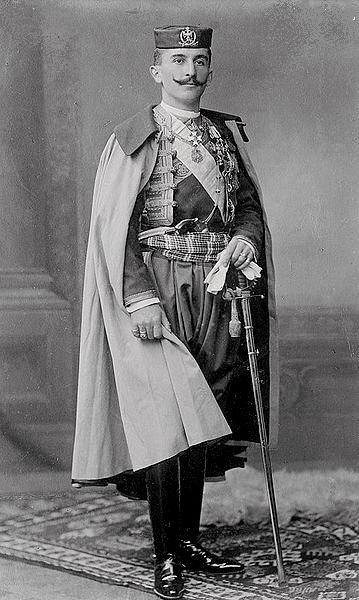
Mirko de Monténégro (1879-1918)
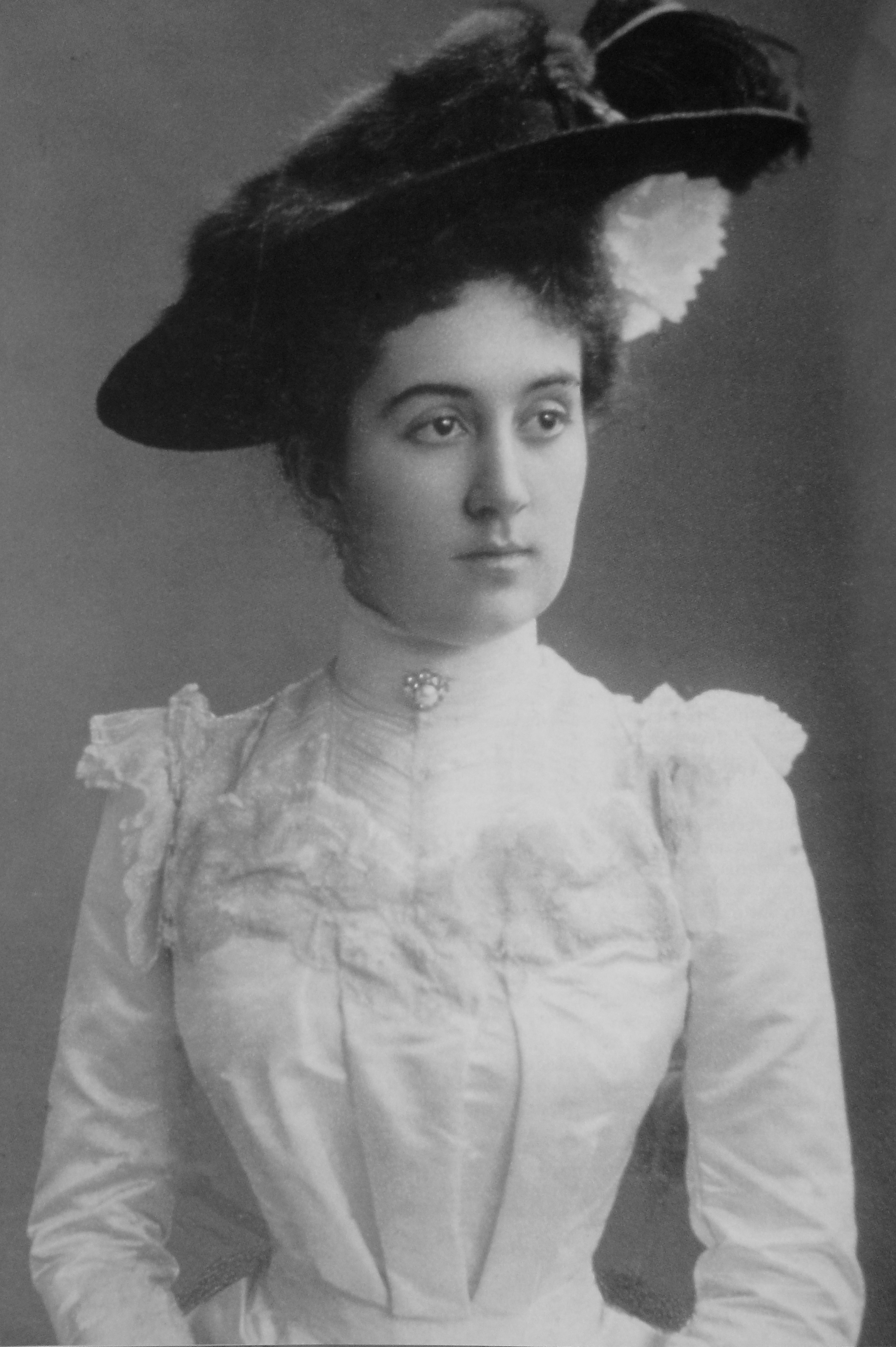
Xenia de Monténégro (1881-1960)
- Vera de Monténégro (1887-1927)
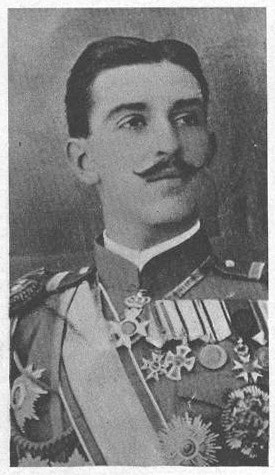
Pierre de Monténégro (1889-1932)

- Zorka de Monténégro
(1864-1890)
- Militza de Monténégro
(1866-1951)
- Anastasia de Monténégro
(1868-1935)
- Hélène de Monténégro
(1873-1952)

- Anne de Monténégro
(1874-1971)
- Mirko de Monténégro
(1879-1918)
- Xenia de Monténégro
(1881-1960)
- Pierre de Monténégro
(1889-1932)

## Descendance de NicolasIerde Monténégro
- Nicolas Ier de Monténégro (1840-1921) + (1860) Milena Vukotić (1847-1923)
  - Zorka de Monténégro (1864-1890) + (1883)  Pierre Ier de Serbie (1844-1921)
    - Hélène de Serbie (1884-1962) + (1911) Ioann Constantinovitch de Russie (1886-1918)
      - Vsevolod Ivanovitch de Russie (1914-1973) + (1939-1956) Mary Lygon (1910-1962) ; + (1956-1961) Émilie de Gosztony (1914-1993) ; + (1961) Vally Knust (1930-2012)
      - Catherine Ivanovna de Russie (1915-2007) + (1937) Ruggero Farace di Villaforesta (1909-1970)
        - Ivan Farace di Villaforesta
        - Nicoletta Farace di Villaforesta
        - Fiammetta Farace di Villaforesta

    - Georges de Serbie (1887-1972) + (1947) Radmila Radonjić (1907-1993)
    -  Alexandre Ier de Yougoslavie (1888-1934) + (1922) Marie de Roumanie (1900-1961)
      -  Pierre II de Yougoslavie (1923-1970) + (1944) Alexandra de Grèce (1921-1993)
        - Alexandre de Yougoslavie (1945) + (1972-1985) Maria da Glória d'Orléans-Bragance (1946) ; + (1985) Katarina Bátis (1943)
          - Petar Karađorđević (1980)
          - Aleksandar Karađorđević (1982)
          - Filip Karađorđević (1982)

      - Tomislav Karađorđević (1928-2000) + (1957-1981) Marguerite de Bade (1932-2013) ; + (1982) Linda Mary Bonney (1949)
        - Nikola Karađorđević (1958) + (1992) Ljiljana Licanin (1957)
          - Marija Karađorđević (1993)

        - Katarina Karađorđević (1959) + Desmond Lorenz de Silva (1939)
          - Victoria de Silva (1991)

        - Đorđe Karađorđević (1984)
        - Mihailo Karađorđević (1985)

      - André Karađorđević (1929-1990) + (1956-1962) Christine de Hesse (1933-2011) ; + (1963-1972) Kira-Melita de Leiningen (1930-2005) ; + (1974) Eva Maria Andjelkovich (1926-2020)
        - Maria Tatiana Karađorđević (1957) + (1990) Gregory Thune-Larsen
          - Sonia Thune-Larsen (1992)
          - Olga Thune-Larsen (1995)

        - Christopher Karađorđević (1960-1994)
        - Lavinia Karađorđević (1961) + (1989-1993) Erastos Dimitrios Sidiropoulos ; + (1998) Austin Prichard-Levy
          - Nadya Sidiropoulos (1987)
          - Andrej Sidiropoulos (1990)
          - Luca Prichard-Levy (2000)

        - Karl Karađorđević (1964) + (2000) Brigitte Müller
          - Kirill Karađorđević (2001-2001)

        - Dimitri Karađorđević (1965)

  - Militza de Monténégro (1866-1951) + (1889) Pierre Nikolaïevitch de Russie (1864-1931)
    - Marina Petrovna de Russie (1892-1981) + (1927) Alexandre Galitzine (1885-1974)
    - Roman Petrovitch de Russie (1896-1978) + (1921) Prascovia Dmitrievna Cheremetieva (1901-1980)
      - Nicolas Romanovitch de Russie (1922-2014) + (1952) Sveva della Gherardesca (1930)
        - Natalia Nikolaïevna Romanov (1952) + (1973) Giuseppe Consolo (1948)
          - Enzo-manfredi Consolo
          - Nicoletta Consolo

        - Élisabeth Nikolaïevna Romanov (1956) + (1982) Mauro Bonacini (1950)
          - Niccolo Bonacini
          - Sofia Bonacini

        - Tatiana Nikolaïevna Romanov (1961) + (1983-1988) Gianbattista Alessandri (1958) ; + Giancarlo Tirotti (1947)
          - Allegra Tirotti

      - Dimitri Romanovitch de Russie (1926-2016) + (1959) Johanna von Kauffmann (1936-1989) ; + (1993) Dorrit Reventlow (1942)

    - Nadejda Petrovna de Russie (1898-1988) + (1917-1940) Nicolas Orlov (1896-1961)
      - Irina Nikolaïevna Orlova (1918-1989) + (1940-1946) Hans von Waldstätten (1918-1977) ; + (relation vers 1946) ?????? ; + (1960) Anthony Adam Zylstra (1902-1982)
        - Elizabeth von Waldstätten
        - Alexis Nicolas Orlov (1947)

      - Xenia Nikolaievna Orlova (1921-1963) + (1940-1950) Paul-Marcel de Montaignac de Pessotte-Bressolles (1909) ; + (1951) Jean Albert d'Almont (1909-2003)

    - Sofia Petrovna de Russie (1898-1898)

  - Anastasia de Monténégro (1868-1935) + (1889-1906) Georges Maximilianovitch de Leuchtenberg (1852-1912) ; + (1907) Nicolas Nikolaïevitch de Russie (1856-1929)
    - Sergueï Georguievitch de Leuchtenberg (1890-1974)
    - Elena Georguievna de Leuchtenberg (1892-1971) + Stephan Tyszkiewicz

  - Maritza de Monténégro (1869-1885)
  -  Danilo II de Monténégro (1871-1939) + (1899) Jutta de Mecklembourg-Strelitz (1880-1946)
  - Hélène de Monténégro (1873-1952) + (1896)  Victor-Emmanuel III d'Italie (1869-1947)
    - Yolande de Savoie (1901-1986) + (1923) Giorgio Carlo Calvi di Bergolo (1887-1977)
      - Maria Ludovica Calvi di Bergolo (1924-2017) + (1949-1975) Robert Gasche (1918-2011)
        - Uberto Imar Gasche (1954), + Imara Ruffo di Calabria
          - Maria-Cristina Gasche

        - Elena-Maria Gasche (1955)

      - Giorgio Calvi di Bergolo (1925-1925)
      - Vittoria Calvi di Bergolo (1927-1985) + (1947) Guglielmo Guarienti di Brenzone (1919-2006)
        - Emanuela Guarienti di Brenzone (1948) + Gregorio Sammartini
          - Benedetta Sammartini (1976)
          - Sebastiano Sammartini (1979)
          - Carlo Sammartini (1983)
          - Matteo Sammartini (1985)

        - Agostino Guarienti di Brenzone (1951) + Diana Gemma Sagramoso
          - Bartolomeo Guarienti di Brenzone (1981) + (2014) Maria Eliza Barbosa Reid (1979)
            - Vittoria Guarienti di Brenzone (2016)

        - Guariente Guarienti di Brenzone (1954)

      - Guja-Anna Calvi di Bergolo (1930) + (1951) Carlo Guarienti (1923)
        - Maria Fardivia Guarienti (1952-1971)
        - Delfinella Guarienti (1954) + Ranieri Randaccio
          - Laura Randaccio (1981)
          - Guia Randaccio (1983) + (2015) Alessandro Ruspoli (1980)

      - Pier Francesco Calvi di Bergolo (1933-2012), + (1958) Marisa Allasio (1936)
        - Carlo Giorgio Calvi di Bergolo (1959)
        - Anda Calvi di Bergolo (1962) + (1994) Alvise Cicogna (1958)
          - Giovanni Cicogna (2000)
          - Maria Caterina Cicogna (2011)

    - Mafalda de Savoie (1902-1944) + (1925) Philippe de Hesse-Cassel (1896-1977)
      - Maurice de Hesse-Cassel (1926-2013) + (1964-1974) Tatiana zu Sayn-Wittgenstein-Berleburg (1940)
        - Mafalda de Hesse-Cassel (1965) + (1989-1991) Enrico Cinzano Marone (1963) ; + (1991-1999) Carlo Galdo (1954) ; + (2000) Fernandino Brachetti-Peretti (1960)
          - Tatiana Galdo (1992)
          - Polissena Galdo (1993)
          - Cosmo Brachetti-Peretti (2000)
          - Briano Brachetti-Peretti (2002)

        - Heinrich Donatus de Hesse-Cassel (1966) + (2003) Floria de Faber-Castell (1974)
          - Paulina de Hesse-Cassel (2007)
          - Moritz de Hesse-Cassel (2007)
          - August de Hesse-Cassel (2012)

        - Elena de Hesse-Cassel (1967) + Maxime Caiazzo (1976)
          - Madeleine Caiazzo (1999)

        - Philippe de Hesse-Cassel (1970) + (2006) Laetitia Bechtolf (1978)
          - Elena de Hesse-Cassel (2006)
          - Tito de Hesse-Cassel (2008)

      - Henri de Hesse-Cassel (1927-1999)
      - Othon de Hesse-Cassel (1937-1998) + (1965-1969) Angela von Doering (1940-1991) ; + (1988-1994) Elisabeth Bönker (1944-2013)
      - Élisabeth de Hesse-Cassel (1940) + (1962) Friedrich Carl von Oppersdorff (1925-1985)
        - Friedrich-Carl von Oppersdorf (1962)
        - Alexander-Wolfgang von Oppersdorf (1965)

    -  Humbert II d'Italie (1904-1983) + (1930) Marie-José de Belgique (1906-2001)
      - Maria-Pia de Savoie (1934) + (1955-1967) Alexandre de Yougoslavie (1924-2016) ; + (2003) Michel de Bourbon-Parme (1926-2018)
        - Dimitri de Yougoslavie (1958)
        - Michel de Yougoslavie (1958)
        - Serge de Yougoslavie (1963) + (1985-1986) Sophia de Toledo ; + (2004) Eleonora Rajneri
        - Hélène de Yougoslavie (1963) + (1988) Thierry Gaubert (1951)
          - Milena Gaubert (1988)
          - Nastasia Gaubert (1991)
          - Leopold Gaubert (1997)

      - Victor-Emmanuel de Savoie (1937-2024) + (1971) Marina Ricolfi Doria (1935)
        - Emmanuel-Philibert de Savoie (1972) + (2003) Clotilde Courau (1969)
          - Vittoria de Savoie (2003)
          - Luisa de Savoie (2006)

      - Marie-Gabrielle de Savoie (1940) + (1969-1990) Robert Zellinger de Balkany (1931-2015)
        - Marie Élisabeth Zellinger de Balkany (1972) + (2002) Olivier Janssens (1964)
          - Gabriella Janssens (2004)
          - Tommaso Janssens (2005)
          - Louis Janssens (2009)

      - Marie-Béatrice de Savoie (1943) + (1970-1995) Luis Rafael Reyna-Corvalán y Dillon (1939-1999)
        - Rafael Reyna-Corvalán y de Saboya (1970-1994) + Margaret Beatty Tyler (1966)
          - Uriel Tyler (1994)

        - Patrizio Reyna-Corvalán y de Saboya (1971-1971)
        - Azaea Reyna-Corvalán y de Saboya (1973) + (1996) Arturo Pando y Mundet (1973)
          - Marie José Pando y Corvalán-Reyna (1996)

    - Jeanne de Savoie (1907-2000) + (1930)  Boris III de Bulgarie (1894-1943)
      - Marie-Louise de Bulgarie (1933) + (1957-1968) Karl zu Leiningen (1928-1990) ; + (1969) Bronisław Chrobok (1933)
        - Boris zu Leiningen (1960) + (1987-1996) Millena Manov (1962-2015) ; + (1998) Cheryl Riegler (1962)
          - Nicholas zu Leiningen (1991)
          - Karl Heinrich zu Leiningen (2001)
          - Juliana zu Leiningen (2003)

        - Hermann zu Leiningen (1963) + (1987) Deborah Cully (1961)
          - Tatiana zu Leiningen (1989)
          - Nadia zu Leiningen (1991)
          - Alexandra zu Leiningen (1997)

        - Alexsandra Chrobok de Koháry (1970) + (2001) Jorge Champalimaud Raposo de Magalhães (1970)
          - Luis de Magalhães de Koháry
          - Giovanna de Magalhães de Koháry
          - Clémentine de Magalhães de Koháry

        - Pawel Alastair Antoni Chrobok de Koháry (1972) + Ariana Oliver Mas
          - Maya Chrobok de Koháry (2015)

      -  Siméon II de Bulgarie (1937) + (1962) Margarita Gómez-Acebo (1934)
        - Kardam de Bulgarie (1962-2015) + (1996) Miriam de Ungría y López (1963)
          - Boris de Bulgarie (1997)
          - Beltrán de Bulgarie (1999)

        - Kiril de Bulgarie (1964) + (1989-2009) María del Rosario Nadal y Fuster de Puigdórfila
          - Mafalda de Preslav (1994)
          - Olimpia de Preslav (1995)
          - Tassilo de Preslav (2002)

        - Kubrat de Bulgarie (1965) + (1993) Carla María de la Soledad Royo-Villanova y Urrestarazu
          - Mirko de Panagyurichté (1995)
          - Lukás de Panagyurichté (1997)
          - Tirso de Panagyurichté (2002)

        - Konstantin Asen de Bulgarie (1967) + (1994) María García de la Rasilla y Cortázar
          - Umberto de Vidine (1999)
          - Sofía de Vidine (1999)

        - Kalina de Bulgarie (1972) + (2002) Kitín Muñoz (1958)
          - Simeón Muñoz y Sajonia-Coburgo (2007)

    - Marie-Françoise de Savoie (1914-2001) + (1939) Louis de Bourbon-Parme (1899-1967)
      - Guy de Bourbon-Parme (1940-1991) + (1964) Brigitte Peu-Duvallon
        - Louis de Bourbon-Parme

      - Remy de Bourbon-Parme (1942) + (1973) Laurence Dufresne d'Arganchy
        - Tristan de Bourbon-Parme
        - Aude de Bourbon-Parme

      - Chantal de Bourbon-Parme (1946) + (1977) Panayotis Skinas ; + (1988) François-Henri Georges
        - Hélène Skinas
        - Alexandre Skinas

      - Jean de Bourbon-Parme (1961) + (1988) Virginia Roatta
        - Arnaud de Bourbon-Parme
        - Christophe de Bourbon-Parme

  - Anne de Monténégro (1874-1971) + (1897) François-Joseph de Battenberg (1861-1924)
  - Sophie de Monténégro (1876-1876)
  - Mirko de Monténégro (1879-1918) + (1902) Natalija Konstantinović (1882-1950)
    - Šćepac de Monténégro (1903-1908)
    - Stanislaw de Monténégro (1905-1908)
    - Mihailo de Monténégro (1908-1986) + (1941-1949) Geneviève Prigent (1919-1991)
      - Nicolas de Monténégro (1944) + (1976) Francine Navarro (1950-2008)
        - Altinaï de Monténégro (1977) + (2009) Anton Martynov
          - Nicolaï Martynov (2009)

        - Boris de Monténégro (1980) + (2007) Véronique Haillot Canas da Silva (1976)
          - Milena de Monténégro (2008)
          - Antonia de Monténégro

    - Pavel de Monténégro (1910-1933)
    - Emmanuel de Monténégro (1912-1928)

  - Xenia de Monténégro (1881-1960)
  - Vera de Monténégro (1887-1927)
  - Pierre de Monténégro (1889-1932) + (1924) Violet Wegner (1887-1960)